# Оріхівська районна рада
Оріхівська районна рада — районна рада Оріхівського району Запорізької області, з адміністративним центром в м. Оріхів.

## Загальні відомості
Оріхівській районній раді підпорядковані 1 міська рада, 1 селищні ради, 22 сільських рад, 1 місто, 1 смт, 4 селищ, 54 села. Водойми на території районної ради: річка Конка.  
Населення становить 47,5 тис. осіб. З них 20,8 тис. (44%) — міське населення, 26,7 тис. (56%) — сільське.

## Склад ради
Загальний склад ради: 34 депутати. Партійний склад ради: Опозиційний блок — 11 «Наш край» — 9, Блок Петра Порошенка «Солідарність» — 7,  Всеукраїнське об’єднання «Батьківщина» — 4, Радикальна партія Олега Ляшка — 3.

### Керівний склад ради
- Голова — Дудніченко Каріна Василівна
- Заступник голови —